# Łuskowiki
Łuskowiki (Ptilochlorinae) – podrodzina ptaków z rodziny bekardowatych (Tityridae).

## Zasięg występowania
Podrodzina obejmuje gatunki występujące w Ameryce Centralnej i Południowej.

## Systematyka
Do podrodziny należą następujące rodzaje:
- Schiffornis Bonaparte, 1854
- Laniocera Lesson, 1841
- Laniisoma Swainson, 1832